# Tracy Sachtjen
Tracy Sachtjen, z domu Zeman (ur. 20 lutego 1969 w Sauk Prairie, Wisconsin, Stany Zjednoczone), amerykańska praworęczna curlerka, mistrzyni świata 2003, olimpijka, rezerwowa w drużynie Debbie McCormick.
Sachttjen zaczęła grać w curling w 1982. Na arenie międzynarodowej zadebiutowała jako skip na Mistrzostwach Świata Juniorów 1988, Amerykanki uplasowały się na 8. miejscu. Rok później Sachtjen była trzecią i zajęła 6. lokatę. 
Pierwszy występ na mistrzostwach kraju seniorek w 1993 zakończyła na 3. miejscu. Jako otwierająca u Patti Lank reprezentowała Stany Zjednoczone na MŚ 1997 i 1999. W pierwszym z tych występów drużyna zajęła 7. miejsce, jednak w kolejnym z dwoma nowymi zawodniczkami Sachtjen zdobyła srebrny medal. W finale Amerykanki przegrały 5:8 ze Szwedkami (Elisabet Gustafson). 
W sezonie 2002/2003 Sachtjen dołączyła do zespołu Debbie McCormick i jako otwierająca zdobyła tytuł mistrzyni świata 2003. W finale zespół pokonał 5:3 Colleen Jones z Kanady. Przez dwa lata ekipa McCormick dochodziła do krajowych finałów jednak przegrała w 2004 z Patti Lank, a w 2005 4:5 z Cassandrą Johnson, wtedy mistrzostwa połączone były z kwalifikacjami olimpijskimi. Od następnego sezonu Sachtjen została rezerwową, uczestniczyła w wygranych mistrzostwach kraju jednak nie wyjechała na MŚ 2006. W kolejnych latach nadal była rezerwową, na MŚ 2008 wystąpiła w 10 meczach. 
W 2009 zespół McCormick wygrał United States Olympic Curling Team Trials 2010 co dało Sachtjen wyjazd na MŚ 2009 i  Zimowe Igrzyska Olimpijskie w 2010. W tych  turniejach Amerykanki uplasowały się 9. i 10. pozycji. Sachtjen nie zagrała w żadnym meczu.

## Drużyna
|           | Czwarta          | Trzecia           | Druga             | Otwierająca       |
| --------- | ---------------- | ----------------- | ----------------- | ----------------- |
| od 2005   | Debbie McCormick | Allison Pottinger | Nicole Joraanstad | Natalie Nicholson |
| 2003/2005 | Debbie McCormick | Allison Pottinger | Ann Swisshelm     | Tracy Sachtjen    |
| 1998/1999 | Patti Lank       | Erika Brown       | Allison Darragh   | Tracy Sachtjen    |
| 1996/1997 | Patti Lank       | Analissa Johnson  | Joni Cotten       | Tracy Sachtjen    |
| 1988/1989 | Erika Brown      | Tracy Zeman       | Shellie Holerud   | Jill Jones        |
| 1987/1988 | Tracy Zeman      | Erika Brown       | Marni Vaningan    | Shellie Holerud   |